# Possum Bourne

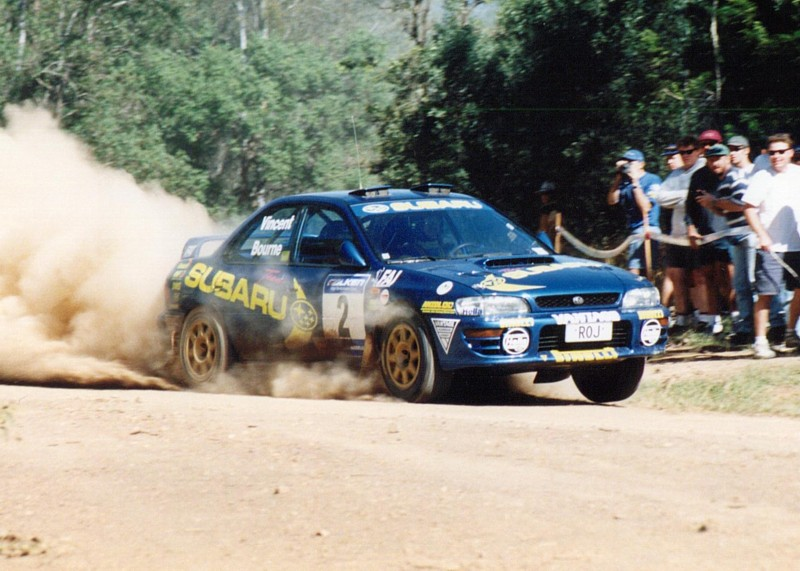
Bourne egy 1998-as raliversenyen

Peter Raymond George „Possum” Bourne (1956. április 13. – 2003. április 30.) új-zélandi raliversenyző. Hétszer nyerte meg az ausztrál ralibajnokságot, valamint egyszer az ázsia–óceániai ralibajnokságot. 2003. április 18-án egy versenyre készülve balesetet szenvedett, majd tizenkét nappal később a kórházban elhunyt.

## Főbb eredményei
| ÉV               | Megnevezés                         |
| 1992             | Ausztrál Ralibajnokság (A csoport) |
| 1993-1994, 2000  | Ázsia–óceániai ralibajnokság       |
| 1996-2002        | Ausztrál Ralibajnokság             |
| 1989, 1991, 2000 | Ashley Forest Rally Sprint         |
| 2001             | Queenstown Race to the Sky         |
| 2002             | Hokkaido Rali Japán                |
| 2002             | Új-Zéland-rali (N csoport)         |

## Halála
Possum a Race to the Sky versenyre készült, mely Új-Zéland második legrangosabb ralieseménye, amikor autójával egy másik versenyző autójával ütközött közúton. Több mint egy óráig tartott, amíg a súlyos fejsérüléseket és kettős lábtörést szenvedett eszméletlen Possumot kivették az autóból. A kórházban hunyt el, tizenkét nappal a baleset után.

## Beceneve
Az eredetileg Peter Bourne-ként anyakönyvezett pilóta a Possum (oposszum) becenevet akkor kapta, mikor 15 évesen édesanyja autóját vezetve kipördült az útról, hogy elkerülje egy oposszum elgázolását.

## Külső hivatkozások
- Profilja a rallybase.nl honlapon